# Oxford University Newman Society
The Newman Society: Oxford University Catholic Society est la plus ancienne association d’étudiants catholiques de l’Université d’Oxford (depuis 1878 et 1990 ; forme actuelle 2012). Elle est dénommée Newman en hommage à l’ancien professeur converti au catholicisme John Henry Newman. Cette association a pour objectif de promouvoir la foi catholique au sein de l’Université, et, en particulier, de soutenir la foi des étudiants catholiques, et a servi de modèle pour les associations d’étudiants dans de nombreuses universités anglo-saxonnes, à travers les Newman Centres.

## La Société actuelle
En 2012, après 22 ans de séparation entre l'Association Newman (fondée en 2012) et l'Association Catholique de l'Université d'Oxford (fondée en 1990), elles furent unies dans le but de créer The Newman Society: Oxford University Catholic Society. Ainsi les traditions de l'Association Newman ont été amalgamées avec l'esprit global de l'Association Catholique. L'Association organise des réunions tous le jeudis soir pendant les trimestres de l'année universitaire à l'aumônerie pour un repas, la bénédiction et une conférence donnée par un invité, d'habitude une personne de foi catholique, mais pas toujours. L'esprit de l'Association est catholique, avec certains membres qui favorisent la musique Taizé, mais l'Association continue aussi de soutenir la messe de forme extraordinaire. L'Association a collaboré avec l'aumônier récemment pour organiser la première messe française à l'aumônerie, afin de mieux célébrer la fête de saint Pothin, sainte Blandine et leurs compagnons.

## Histoire de la Société

### Fondation 1878 – 1896
D’abord fondé sous le nom de « Cercle catholique » en 1878, l’association change de nom en 1888 pour s’appeler « Newman Society », en hommage à John Henry Newman, ancien membre de Trinity College, fellow d’Oriel, mais qui gardait encore quelques ennemis au sein de l’université. Ainsi lors du changement du nom, Owen Chadwick conseilla d’être prudent face à ce changement de nom.
L’association se réunissait à l’Église paroissiale de Saint Louis de Gonzague, au cours desquelles les étudiants se réunissaient, et discutaient de sujets variés, partageaient leurs lectures, et Welter Drumm l’un des premiers membres note les vives controverses existantes entre les membres de l’association concernant des sujets politiques, comme celui du socialisme chrétien en France en 1890. Hilaire Belloc, l’un des membres les plus connus de la University Oxford Newman Society, publie un texte sur « L’Eglise et la République »
Lorsqu’en 1896, l’aumônerie catholique fut autorisé à Oxford, l’association d’étudiant s’y installa progressivement. Cette année marqua aussi la centième réunion de la NOUS. Sous la forme d’un diner en présence de l’évêque Ilsley de Birmingham, le duc de Norfolk. Le The New York Times parla du diner en observant que le véritable succès du diner fut la résolution du litige qui conduisit à la reconnaissance de l’Église catholique au sein de l’Université d’Oxford et à Cambridge Le New York Times. 18/07/1896.

### XXesiècle: avant les années 1960
Les comptes rendus des réunions de la NOUS sont beaucoup plus rare, et ceux jusqu’en 1940, celles concernant la période de 1896 à 1907 ont été perdues. Néanmoins, il semble assuré que la NOUS a été au cœur de la vie catholique de l’Université d’Oxford.
En 1926 lorsque Ronald Knox devient chapelain à Oxford, conduisit à ce que les réunions de la University Oxford Newman Society se fassent autour du chapelain.
L’université d’Oxford, uniquement masculine s’ouvrit aux femmes en 1920. La University Oxford Newman Society compris des membres féminins dès 1941, après que fut créée une aumônerie féminine. Une fusion temporaires de l’association masculine et féminine fut proposé comme solution temporaire à la vacance de l'University Oxford Newman Society à la suite du départ de Ronald Knox, fusion qui perdure encore de nos jours.
En 1945 la notoriété de l'University Oxford Newman Society est telle qu’elle est mentionnée par deux fois dans le Waught (roman d’Oxford) Brideshead Revisited. À la suite de la Seconde Guerre mondiale la NOUS participe à la remise à neuf de l’aumônerie.
On note la participation au Centre Newman de la Baronne Williams de Crosby, François Mulr ou Elizabeth Jennings.
En 1959 l'University Oxford Newman Society organise un diner en présence du vice-chancelier et du cardinal William Godfrey archevêque de Westminster.

### 1960 – 1990
La période qui suit et pendant le Concile Vatican II est l’objet d’une grande effervescence intellectuelle au sein de l'University Oxford Newman Society. Karl Rahner intervient parfois au sein de l'University Oxford Newman Society, et le mode d’enseignement de l’aumonerie, fondé sur le modèle du catéchisme par Ronald Knox, afin de promouvoir la doctrine des élèves s’effondre, rejeté par les étudiants. L’opposition de toute forme de doctrine inquiéta l’aumonier Holls.
En 1973, après une période de confusion doctrinale suivant le concile, ainsi que l’influence des mouvements hippies conduit à un changement du comportement de jeunes.
En 1973 Elizabeth Anscombe prononce une conférence où elle défend la position du Pape Paul VI dans son encyclique Humanae Vitae, défendant la position de l’Église sur le contrôle artificiel des naissances.
En 1982 lors de la première visite du nouveau Pape Jean-Paul II, celui-ci demande à s’adresser aux membres de l'University Oxford Newman Society.

### XXesiècle: 1990-2000
Au cours des années 1990, l'University Oxford Newman Society est critiqué pour avoir trop invité des traditionalistes (et des sédévacantistes). La société reçoit la visite de George Pell, archevêque de Melbourne.
Après l’élection de Benoît XVI, l'University Oxford Newman Society prend la défense du pape dans l’affaire de Ratisbonne en 2005, dans un article publié dans The Daily Telegraph, défendant la possibilité pour le pape de parler sur les religions et se moquant des portraits de Benoit XVI brulé par des musulmans indiens. "pape Benoît XVI a parfaitement le droit de s'exprimer sur des questions religieuses - de même que quelqu'un d'autre». Le Daily Telegraph (Londres). 18/09/2006. Ce document provient 12/10/2008.
À la suite de la publication du motu proprio Summorum Pontificum, l'University Oxford Newman Society décide de célébrer une messe sous la forme du rite extraordinaire pour marquer le centenaire du cofondateur de la NOUS Garde Hartwell Grissell. Citant Benoit XVI le président de l’association affirme que prier avec le rite extraordinaire fut « source de bénédiction ».
En 2009 l’évêque Patrick O’Donoghue demande aux étudiants de revenir aux sources du catholicisme oublié depuis quelques années, invitant les catholiques à retourner à la Tradition, source de la Révélation de Dieu, à redécouvrir l’Écriture, et les dévotions traditionnelles comme le chemin de croix ou le rosaire. Il invita aussi à la pratique régulière des sacrements dont le sacrement de la confession, de lutter contre le relativisme et l’hédonisme dans l’Église.
Lors de sa venue, le cardinal Pell invite les chrétiens à agir afin de lutter contre l’intolérance et le totalitarisme qui vise à critiquer les religions, considérant cela comme l’un des principaux message pour le XXIe siècle.

## Liste des principaux membres de la OUNS
- Gerard Manley Hopkins, auteur de Robert Hugh Benson, membre fondateur de NOUS.
- Maurice Baring
- Christopher Dawson
- Evelyn Waugh
- Hilaire Belloc
- G. K. Chesterton
- Harold Acton
- septième duc de Norfolk
- le baron Friedrich von Hügel,
- Ronald Knox,
- le P. d'Arcy Martin,
- Sir Alec Guinness,
- Arthur Michael Ramsey,
- SAR la princesse Anne,
- Rowan Williams,
- John Finnis,
- Malcolm Muggeridge,
- Lord Longford,
- Jakobovits Emmanuel,
- vicomte Monckton,
- Maurice Wiles,
- Terry Eagleton,
- William Rees-Mogg,
- Hans Adolf Krebs,
- Mitchell Basile,
- Dorothy Hodgkin,
- Auberon Waugh,
- Richard W. Southern,
- FR Leavis,
- Ninian Smart,
- Dan Berrigan.